# 지방도 제311호선
지방도 제311호선은 경기도 오산시 부산동 운암사거리와 용인시 기흥구 흥덕 나들목을 잇는 경기도의 지방도이다. 용인서울고속도로와 직결된다.

## 연혁
- 2005년 3월 28일 : 기존 지방도 제311호선인 '선유 ~ 장남선'을 폐지[1]
- 2005년 7월 4일 : 지방도 제311호선을 새로 지정[2]
- 2009년 3월 10일 : 영덕 ~ 오산간 도로의 청명 나들목 ~ 청계 교차로(용인시 기흥구 하갈동 ~ 화성시 동탄면 청계리) 6.6km 구간 개통[3]
- 2009년 7월 1일 : 청명 교차로 ~ 영덕동 종점(용인시 기흥구 하갈동 ~ 영덕동) 2.3km 구간 개통[4]
- 2010년 6월 30일 : 노선 기점을 화성시 동탄면 청계리에서 오산시 갈곶동으로 변경[5]
- 2015년 7월 28일 : 화성시 오산동 ~ 오산시 부산동 2.85km 구간 개통[6]

## 주요 경유지
- 오산시
  - 중앙동 운암사거리(운암고가교) - 오동교

- 화성시
  - 동탄동  오동교 - 동부대로6지하차도 - 동부대로5지하차도 - 동부대로4지하차도 - 동부대로3지하차도 - 동부대로2지하차도 - 동부대로1지하차도 - 기흥1교

- 용인시
  - 기흥구 기흥1교 - 기흥교 - 기흥터널 (1340m) - 하갈2교 - 청명터널 (230m) - 청명 나들목 - 영덕3터널 (180m) - 영덕2터널 (180m) - 영덕1터널 (180m) - 용인서울고속도로와 직결 (흥덕 나들목)

## 중복 구간
- 오산시 중앙동 운암사거리 ~ 화성시 동탄동 청계 교차로 : 지방도 제317호선과 중복

## 도로명
- 전 구간 동부대로에 속한다.